# Зоряний каталог Гіппарха
Не плутати зі Каталогом Hipparcos

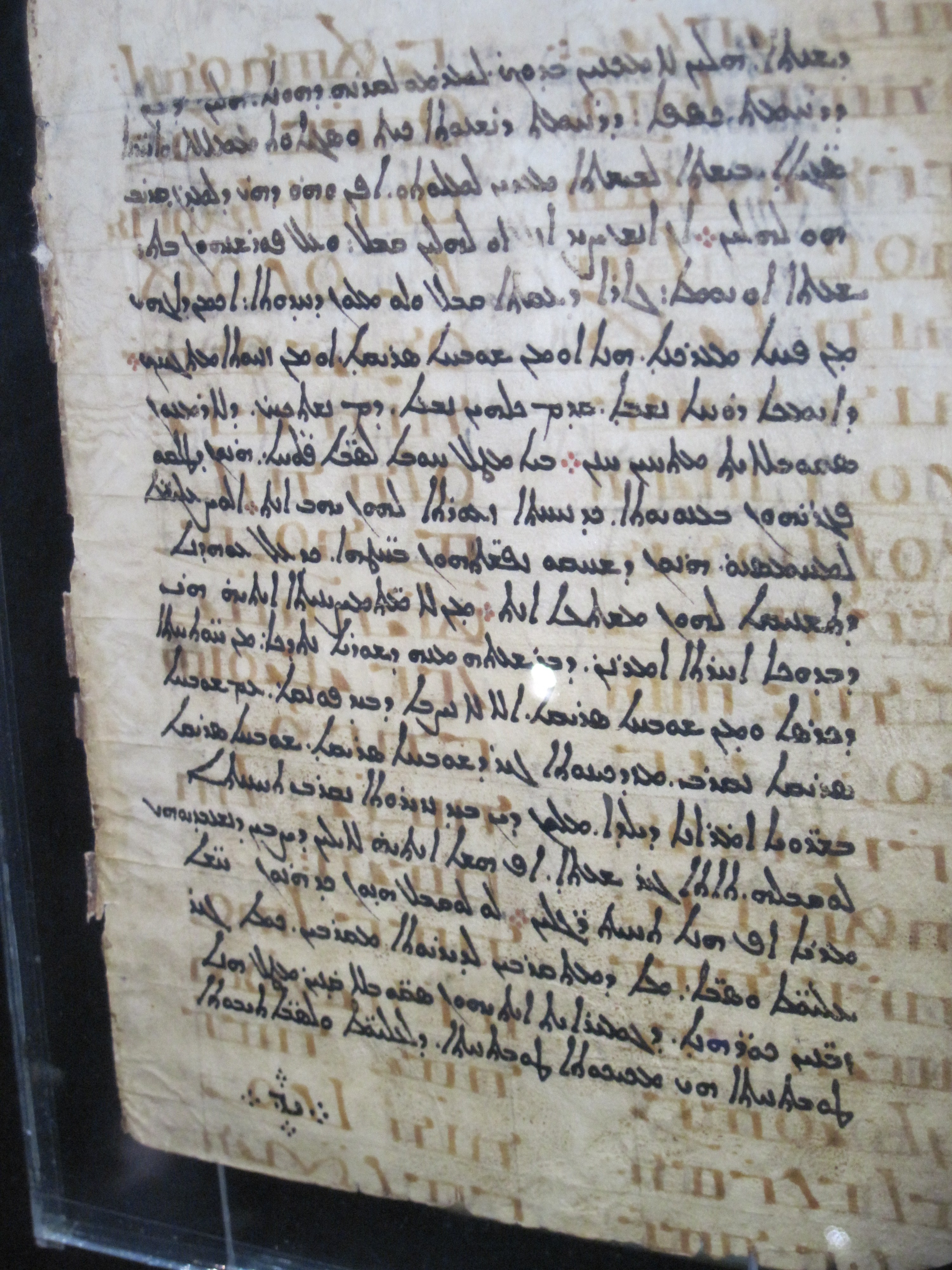
Аркуш із Codex Climaci Rescriptus

Зоряний каталог Гіппарха являє собою список щонайменше з 850 зірок разом із координатами їхніх положень на небі, засновані на небесній екліптичній широті та довготі. Британський класик Томас Гіт стверджував, що Гіппарх був першим, хто застосував такий метод для картування зір, принаймні на Заході. Гіппарху також приписують створення небесного глобуса, хоча цей об'єкт, наскільки відомо, не зберігся. Каталог Гіппарха був загублений, але його частини відкрили заново 2022 року в Codex Climaci Rescriptus — стародавньому палімпсесті, знайденому в Монастирі святої Катерини на горі Синай.

## Повторне відкриття
На відміну від пізнішого зоряного каталогу Птолемея, який зберігся в «Альмагесті» та «Підручних таблицях», існує мало свідчень про існування та зміст зоряного каталогу Гіппарха. У «Коментарях до феноменів», його єдиному збереженому творі, обговорюються більш ранні праці з позиційної астрономії Евдокса Кнідського та Арата із Сол. Лише в кількох посиланнях авторів після Гіппарха відображаються зоряні координати; здебільшого вони містяться у праці Арата.
У 2012 році, під час мультиспектрального аналізу давньогрецького палімпсеста, відомого як Codex Climaci Rescriptus, Джеймі Клер (Jamie Klair), на той час студентка бакалаврату Кембриджського університету, помітила, що деякі його аркуші мають астрономічний підтекст. Аркуші Кодексу були стерті ще до IX або X століття; їх повторно використовував для написання сирійських перекладів текстів Іван Ліствичник, християнський ченець VI століття. Дослідники вважають, що інші палімпсести в Монастирі святої Катерини на Синаї, де був знайдений Codex Climaci Rescriptus, можуть містити більше фрагментів зоряного каталогу.
У 2021 році Пітер Вільямс (Peter Williams) зробив перше спостереження про існування астрономічних вимірювань. Аркуші 47—54 та 64 палімпсеста спочатку були частиною старого кодексу, який містив «Феномени» Арата та пов'язані з ними праці, датовані V або VI століттям н. е. на основі палеографічних свідчень.

## Сучасні посилання
Гіппарх — це назва й абревіатура наукового супутника Європейського космічного агентства (ЄКА) «Гіппаркос» (назва якого утворена від HIgh Precision PARallax COllecting Satellite — супутник для збору високоточних даних про паралакси). Супутник був запущений у серпні 1989 року; він успішно спостерігав за небесною сферою протягом 3,5 року й припинив свою роботу в березні 1993 року. «Каталог Hipparcos», який містить дані про 118 218 зір із максимальним рівнем точності, був створений на основі розрахунків, отриманих під час спостережень за допомогою свого основного інструмента.